# Chetile
In chimica organica, i chetili sono specie chimiche note fin dal 1891 derivanti da chetoni per aggiunta di un elettrone. Ne risultano specie chimiche che sono, al contempo, radicali e anioni: come tali sono per lo più specie instabili, solo in alcuni rari casi sono isolabili come sali di metallo alcalino (chetili metallici), in generale sono degli intermedi di reazione piuttosto reattivi.
Il nome chetile è stato ricavato da "chet-", la radice di "chetone", + "ile", il suffisso che designa un radicale.

## Proprietà
Un chetile è un particolare tipo di anione radicale distonico, la cui struttura è un ibrido, rappresentabile (teoria del legame di valenza) tramite le due forme di risonanza seguenti:
R1R2C•−O−   ↔   R1R2C−−O•

dove si può notare che la carica (negativa), che lo caratterizza come anione, e l'elettrone spaiato, che lo caratterizza come radicale, sono collocati in ogni caso su atomi diversi: questo è il senso dell'aggettivo "distonico". 
Riguardo a tale aspetto, la teoria del legame di valenza e calcoli teorici basati sul funzionale densità (DFT) indicano che la "densità di spin" (presenza dell'elettrone spaiato delocalizzato) risiede principalmente sull'atomo di carbonio, invece che sull'ossigeno, il che comporta che la carica negativa risiede principalmente sull'ossigeno, dove è più stabile dato che esso è più elettronegativo del carbonio.
Dal punto di vista della teoria degli orbitali molecolari, l'elettrone spaiato è in un orbitale di antilegame di tipo π del carbonile, per cui il chetile può essere rappresentato come:
[R1R2C•=O]−
dove però, essendo l'elettrone singolo di antilegame, l'ordine di legame complessivo tra C e O è (4-1)/2 = 3/2.
In accordo con questo, si trova che nei chetili la lunghezza del legame C−O è intermedia tra quella tipica del legame doppio nei chetoni e quella tipica del legame semplice negli alcoli: in alcune strutture ricavate da diffrattometria ai raggi X di chetili derivanti dal fluorenone si trova che la lunghezza del legame C−O è compresa tra 127 e 130 pm, mentre le distanze C−O nelle due molecole indipendenti trovate per il fluorenone sono di 121,7 e 122,2 pm e la distanza media del legame singolo C−O è di 143 pm.
La contemporanea presenza nei chetili della carica e dell'elettrone spaiato fa sì che essi siano generalmente poco stabili e che si incontrino per lo più come intermedi di reazione; tuttavia, godono comunque della stabilizzazione per risonanza vista sopra, che delocalizza sia il radicale che la carica e che li rende un po' più stabili dei radicali del tipo R1R2C•−OH, derivanti dalla loro protonazione; inoltre, la reazione di dimerizzazione tipica dei radicali non carichi:
R• + R•   →   R−R
nel caso dei chetili risulta parzialmente inibita dato che comporta l'avvicinamento di due specie cariche dello stesso segno, cosa che difficilmente potrebbe avvenire senza la presenza di ioni metallici positivi vicini all'ossigeno o senza previa protonazione.

### Basicità
Un chetile, in quanto anione, è basico ed è la base coniugata del radicale neutro R1R2C•−OH. Per il chetile dell'acetofenone (C6H5)(CH3)C•−O−, che ad esempio è un substrato tipico, si trova un pKb pari 3,5, che corrisponde a un pKa di 10,5 per l'acido coniugato, ossia per il radicale (C6H5)(CH3)C•−OH; più in generale, l'acido coniugato è un radicale α-idrossialchilico >C•−OH che generalmente è ben più acido di un alcool (pKa 16―18).

## Formazione
I chetili, infatti, derivano formalmente, ma in molti casi anche praticamente, da composti carbonilici (chetoni o aldeidi) per aggiunta di un elettrone; questa reazione, che consiste in un trasferimento monoelettronico a un chetone (SET), ne costituisce anche una riduzione. Il caso del benzofenone è un esempio tipico: sciolto in solventi come il tetraidrofurano, reagisce con il sodio metallico per dare il corrispondente chetile (C6H5)2C•−O−Na+, il quale colora intensamente in blu la soluzione. Nel caso di chetoni aventi idrogeni in alfa al carbonile, come l'acetofenone, a differenza del benzofenone, sono questi idrogeni ad essere ridotti a idrogeno molecolare, che si svolge come bollicine, e si ottiene quindi l'enolato C6H5CO-CH2−Na+, che poi può fare ulteriori reazioni.
In molti casi l'elettrone viene ceduto da un metallo alcalino (Li, Na, K), in alcuni da un reattivo di Grignard e in alcuni altri da un atomo di magnesio, che cede complessivamente due elettroni, ma uno a un carbonile e uno ad un altro. È anche possibile ottenere i chetili per riduzione elettrochimica dei rispettivi chetoni (riduzione catodica).
Dato che i radicali α-idrossialchilici sono acidi, un altro modo di formazione dei chetili consiste nella loro generazione e deprotonazione in ambiente basico.

## Reattività
I chetili reagiscono rapidamente, a volte anche violentemente e in maniera pressoché quantitativa con l'acqua, anche solo con l'umidità, e questo li rende utili mezzi di anidrificazione di solventi, anche se i setacci molecolari si dimostrano in questo un po' superiori. Reagiscono anche con ossigeno molecolare e perossidi, in particolare anche quelli che si formano spontaneamente nei solventi, specialmente quelli eterei, per esposizione all'aria.
Esempi di reazioni chimiche in cui partecipano i chetili sono la reazione di accoppiamento pinacolico, la correlata reazione di McMurry e la reazione di condensazione aciloinica.